# Ob etom zabyvat nelzja
Ob etom zabyvat nelzja (russisk: Об этом забывать нельзя, da.: Om det, der ikke kan glemmes) er en sovjetisk film fra 1954 instrueret af Leonid Lukov.

## Handling
Filmen beskriver opgøret mellem en berømt forfatter og aktivist fra den sovjetiske regering i Ukraine og en organiseret bande af kriminelle, der støtter Vestens interesser.

## Medvirkende
- Sergej Bondartjuk som Aleksandr Garmasj
- Lidija Smirnova som Anna Dasjenko
- Olga Zjiznjeva som Jevdokija Garmasj
- Jelena Gogoleva som Marija Bantysj
- Nikolaj Plotnikov som Vsevolod Jartjuk